# Constanze Güthenke
Constanze Magdalene Güthenke (* 13. April 1972) ist eine deutsche Gräzistin, Komparatistin und Neogräzistin.

## Leben
Güthenke studierte Classics (BA Cambridge 1996) sowie European and Comparative Literature (MPhil Cambridge 1997; DPhil Oxford 2002). Den zuletzt genannten Studiengang schloss sie mit einer Dissertation bei dem Neogräzisten Peter Mackridge zur griechischen Landschaft in deutscher und griechischer Literatur zwischen 1770 und 1840 ab. Von 2002 bis 2014 lehrte sie an der Princeton University, von 2014 an ist sie Associate Professor of Greek Literature an der Universität Oxford und der E. P. Warren Praelector am Corpus Christi College.
Aktueller Schwerpunkt ist die Geschichte der Klassischen Philologie vor allem aus der Perspektive der Gelehrten und der Motivationen, die diese zu ihren Forschungsfragen bewegten, sowie die Entstehung der modernen geisteswissenschaftlichen Disziplinen und die rhetorischen Strategien, die diese ins Werk setzten, weiterhin der Philhellenismus und allgemein die Rezeptionsgeschichte der Antike.

## Schriften (Auswahl)
- Placing Modern Greece: The Dynamics of Romantic Hellenism, 1770–1840. Oxford University Press, Oxford 2008, ISBN 978-0-19-923185-0, doi:10.1093/acprof:oso/9780199231850.001.0001/acprof-9780199231850. – Rezension von Dirk t. D. Held, in: Bryn Mawr Classical Review (2009.07.72).
- Feeling and classical philology. Knowing antiquity in German scholarship, 1770–1920. Cambridge University Press, Cambridge / New York 2020, ISBN 978-1-316-21933-1 (cambridge.org). – Rezension von F. G. Calian, in: Classical Review. (2021.04.71).